# Frida Frost
 Der er for få eller ingen kildehenvisninger i denne artikel, hvilket er et problem. Du kan hjælpe ved at angive troværdige kilder til de påstande, som fremføres i artiklen.

Frida Frost (født 28. maj 1971 i Hjørring) er uddannet på Danmarks Tekniske Universitet (DTU) som civilingeniør og er tidligere formand for Ingeniørforeningen (IDA) samt selvstændig og ejer af virksomheden Enerkom, som yder rådgivning om energi, klima og strategiprocesser.
Frost blev valgt som formand for Ingeniørforeningen i Danmark den 22. maj 2010 og efterfulgte Lars Bytoft i 2016.